# Spálený mlýn (Suchdol)

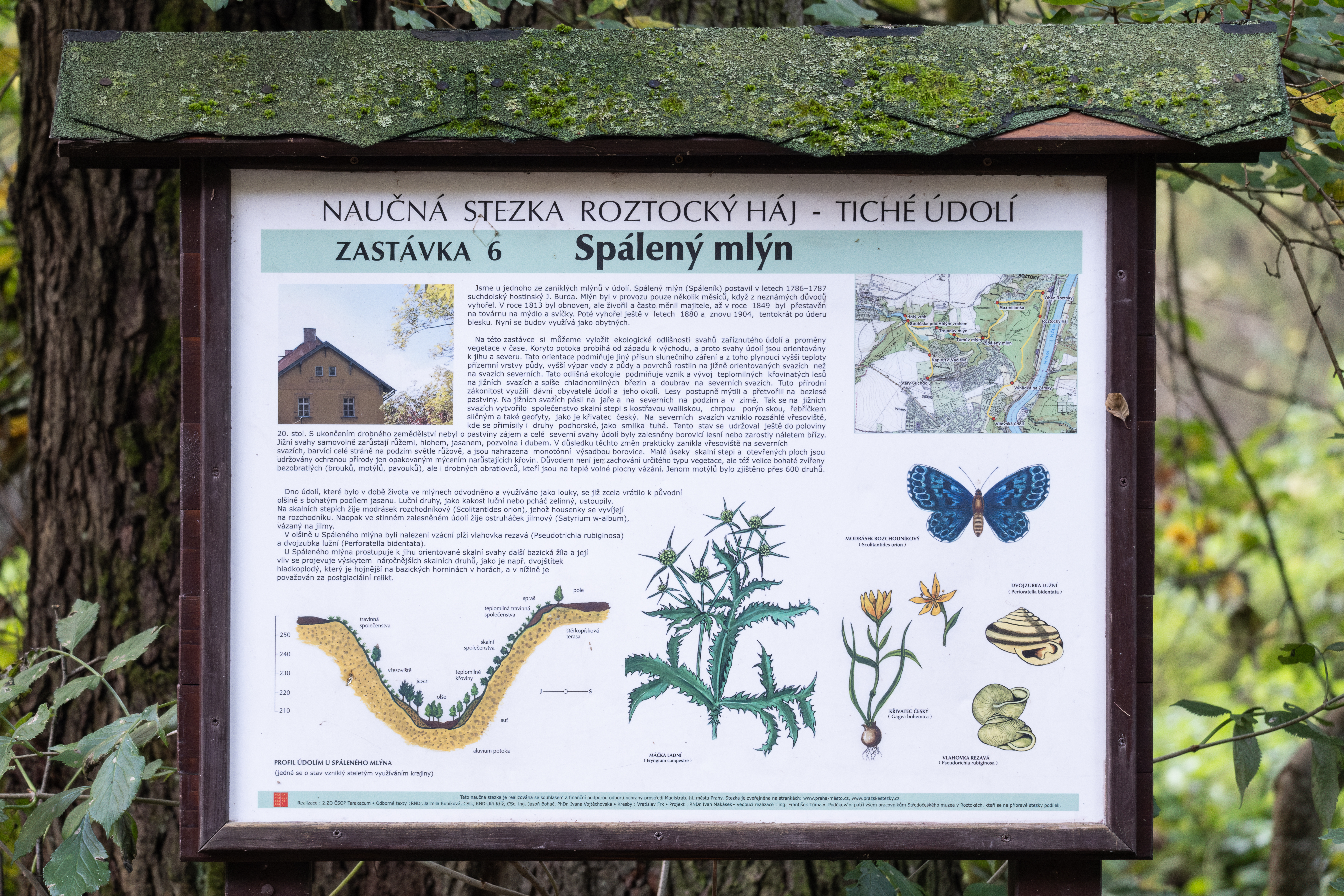
Informační tabule Spálený mlýn na naučné stezce Roztocký háj – Tiché údolí

Spálený mlýn (Shořelý, Spáleník) je bývalý vodní mlýn v Praze 6-Suchdole, který stojí na Únětickém potoce v Tichém údolí.

## Historie
Vodní mlýn vybudoval v letech 1786–1787 suchdolský hostinský J. Burda. V provozu byl pouze několik měsíců, když z neznámých důvodů vyhořel. Roku 1813 jej nový vlastník obnovil, ale mlýn poté často měnil majitele.
V roce 1849 byl přestavěn na továrnu na mýdlo a svíčky. Znovu vyhořel roku 1880 a po obnově zde zřídil majitel pekárnu. Potřetí vyhořel roku 1904 po úderu blesku.
Po skončení první světové války v něm byla zřízena pražírna ječmene.